# Livingstonemuseet
Livingstonemuseet (engelska: Livingstone Museum; tidigare kallat David Livingstone Memorial Museum och Rhodes-Livingstone Museum) är Zambias största och äldsta museum, etablerat 1934. Det är ett av fem nationalmuseer i landet. Det ligger i staden Livingstone, cirka 20 kilometer från Victoriafallen, och visar föremål relaterade till lokal historia och förhistoria, inklusive föremål som tillhört upptäcktsresanden och missionären David Livingstone. Museet visar även specialutställningar.

## Historia
Museet slog upp portarna år 1934 i en gammal domstolsbyggnad. År 1937 bytte den dock lokal till en större byggnad. År 1939 expanderades utställningarna, med utställningar om det Brittiska Sydafrikakompaniet och Cecil Rhodes. År 1945 försökte man få ihop pengar till en ny museibyggnad. W.J Roberts fick i uppdrag att rita byggnaden. Man började bygga år 1949 och år 1950. Museet öppnades offentligt i den nya byggnaden 1951. En flygel för forskning och förvaring av föremål byggdes 1963. År 1966 byggdes ännu en flygel, denna för utställningar och forskning om naturhistoria.

## Direktörer genom åren
Detta är en lista på direktörer genom åren.
| Namn                | Period      |
| ------------------- | ----------- |
| Desmond Clark       | 1938 – 1961 |
| Gervis Clay         | 1961 – 1964 |
| Barry Reynolds      | 1964-1966   |
| Clifford Cross      | 1966-1968   |
| Ladislav Holy       | 1968-1972   |
| Kafungulwa Mubitana | 1972-1978   |
| Mwimanji Chellah    | 1978-1993   |
| Vincent Katanekwa   | 1994-2012   |
| Chipo Simunchembu   | 2013-1014   |
| George Mudenda      | 2015-       |